# جوانا بوغل
جوانا بوغل (بالإنجليزية: Joanna Bogle)‏ هي كاتِبة وصحفية بريطانية، ولدت في 1952.